# Dalmácio de Constantinopla
Dalmácio de Constantinopla foi um monge e abade que viveu nas cercanias da cidade imperial de Constantinopla e esteve envolvido no Segundo Concílio de Éfeso de 431. Antes de tornar-se um eclesiástico, Dalmácio pertenceu a 2° companhia de guarda do imperador Teodósio II e teve uma família, que posteriormente abandonaria para seguir sua vida monástica. Instruído pelo abade Isaac foi consagrado um hegúmeno, superior do monastério, sob o patriarca Ático de Constantinopla. Permaneceu exercendo sua função por 48 anos e foi considerado, nominalmente ou oficialmente, chefe dos mosteiros de Constantinopla.
Durante o conturbado período da supremacia do partido nestoriano no Éfeso, o povo e o clero de Constantinopla questionaram a deposição de líderes eclesiásticos como Cirilo de Alexandria e Memnão do Éfeso. Um pequeno memorial foi adicionada à carta dos bispos, provavelmente produzida por Dalmácio. Dalmácio, comovido com os recentes acontecimentos, reuniu os monges da cidade, juntamento com seus abades, e em meio a uma procissão seguiu para o palácio imperial na tentativa de ter uma audiência com o imperador. Incitando revolta contra Nestório, os abades e monges pediram a população para se dirigir a Igreja de São Mócio para que pudessem ouvir a leitura da carta do concílio e a resposta do imperador. Dalmácio, sobre o púlpito e após a leitura da carta, relatou a população o resultado satisfatório de sua conversa com Teodósio. O imperador havia decidido enviar uma carta para o Éfeso convocando uma delegação de cada partido à Constantinopla.